# 貝阿特麗斯王女 (西班牙)
貝阿特麗斯（西班牙語：Beatriz，1909年6月22日—2002年11月22日）是西班牙的公主。她的父亲是西班牙国王阿方索十三世。
貝阿特麗斯的名字取自外祖母，英国维多利亚女王的女兒贝翠丝公主。她和父王以西班牙语沟通，和母亲則使用英语。作為维多利亚女王的后代，她的兄弟们一生受到血友病折磨，只有一名弟弟胡安健康成长。
1931年，西班牙第二共和国成立，阿方索十三世没有宣布退位但和家人流亡到法国巴黎、瑞士和意大利罗马。1935年，她和意大利贵族亚历山德罗·托朗尼亚，第五代奇維泰拉-瑟斯亲王结婚并育有4名孩子。
她的侄子胡安·卡洛斯在1975年王朝第三次復辟成为西班牙国王。
她的外孫女西比拉·珊德拉·韋勒嫁給了盧森堡王子紀堯姆，成為盧森堡王妃。